# Jurij Hatujevics Tyemirkanov
Jurij Hatujevics Tyemirkanov (oroszul  Юрий Хатуевич Темирканов, kabard nyelven Темыркъан Хьэту и къуэ Юрий; Nalcsik, 1938. december 10. – Szentpétervár, 2023. november 2.) orosz karmester, zenepedagógus.

## Élete, munkássága
Észak-Kaukázusban, cserkesz (kabard) családban született. Zenei tanulmányait kilencéves korában kezdte, majd tizenhárom évesen a leningrádi Tehetséges Gyerekek Iskolájába járt, ahol hegedülni és brácsázni tanult. Végzés után a leningrádi konzervatóriumban befejezte vonós tanulmányait, majd Ilja Muszinnál karmesterséget tanult, és 1965-ben végzett.
1966-ban megnyerte a II. Szovjet Szövetségi Karmesterversenyt. Ezután Kirill Kondrasin mellett, az ő meghívására részt vett a David Ojsztrah és a Moszkvai Filharmonikus Zenekar európai és amerikai turnéján. 1967 elején bemutatkozott a Leningrádi Filharmonikus Zenekar élén, ezt követően pedig ugyanott Jevgenyij Mravinszkij asszisztense lett. 1968-ban kinevezték a Leningrádi Szimfonikus Zenekar első karmesterévé, 1976-ban pedig a Kirov (ma Mariinszkij) Opera és Balett zeneigazgatója lett. Az itteni Csajkovszkij-produkciói (Anyegin, Pikk dáma) máig legendásak a színház történetében, csakúgy, mint Prokofjev Háború és béke, vagy Scsedrin Holt lelkek című operái.
Gyakori karmestere a világ vezető szimfonikus zenekarainak, vezényelt például a Berlini Filharmonikusok, a Bécsi Filharmonikusok, a Drezdai Staatskapelle, a Londoni Filharmonikus Zenekar, a Philharmonia Zenekar, az amszterdami Royal Concertgebouw Orchestra, a római Santa Cecilia Akadémia, a Milánói Scala, és még sok más együttes előadásain. Ő volt az első szovjet művész, aki felléphetett az Egyesült Államokban, miután 1988-ban, a szovjet–afgán háború után újrakezdődtek a kulturális kapcsolatok a Szovjetunióval. 1977-ben szerepelt először a Royal Filharmonikus Zenekar élén Londonban, majd rögtön ezután első vendégkarmesternek, 1992-ben pedig első karmesternek nevezték ki. A zenei világ városai és intézményei kapkodtak utána, a munkásságát kísérő kritikák magasra értékelték, értékelik zenei tevékenységét. 1992-től 1997-ig a Drezdai Filharmonikus Zenekar, 1998 és 2008 között a Dán Rádió Szimfonikus Zenekarának első vendégkarmestere volt. 2000-től 2006-ig a Baltimore-i Szimfonikus Zenekar zeneigazgatója, 2009-ig a Moszkvai Nagyszínház, a „Bolsoj” fő vendégkarmestere, 2010–2012-ben a Teatro Regio di Parma zeneigazgatója volt. 2009-ben ő vezényelte a Stockholmi Királyi Filharmonikus Zenekart a Nobel-díjasok tiszteletére adott koncerten. Ő indította el a szentpétervári Nemzetközi Téli Fesztiválok sorozatát, amelynek tizenkét napja alatt a legmagasabb rendű hazai és nemzetközi művészek lépnek fel.
Karmesteri tevékenysége középpontjában az orosz zene áll, ennek ellenére úgy nyilatkozott, hogy „Nem hiszem, hogy az orosz zene olyan különleges, hogy meg kellene tanítani a nyugatnak. Számomra nincs országhatár, legyen szó akár a zenéről, akár a művészet bármely más formájáról. Nem hiszek a határokban. A kultúra az emberiség eredménye…” Saját hangfelvételeit nem hallgatja, mert ezek az alkalmak arra emlékeztetik, hogy már semmit nem változtathat rajta. Szívesen hallgatja azonban mások felvételeit, például Furtwänglert vagy Karajant.
Művészetét egyik olasz elismerése kapcsán így méltatták: „Beszélhetünk a jelen előadóiról: ha Abbado klasszis, Barenboim karizma, Haitink egyéniség, akkor Tyemirkanov zseni, kiszámíthatatlan és ragyogó.” László Ferenc Varázsló, pálca nélkül című kritikájában kifejtette, hogy „…a világhírű, ám világsztárként sosem ajnározott … dirigens, Jurij Tyemirkanov bátran a nagy karmesterek legszűkebb elitjéhez sorolható művész. … minden hókuszpókusz nélkül vezényel: pontos és elegáns, az ütemezést korrekten megadó mozdulatai ugyan a hangulati és emocionális mozzanatokat is kirajzolják, csakhogy takarékosan, és döntően nem a közönség, hanem a zenészek számára.” Erről a látszólagos eszköztelenségről maga azt mondta egy interjúban, hogy a dolgok nagy része már a próbán eldől, „a koncertre talán öt százalékot kell hagyni … A koncert alatt egy kis csodának kell történnie. … Csodán azt értem, hogy a közönségnek úgy kell éreznie, hogy a most hallott esemény ebben a percben született, ezen a koncerten, és hogy soha nem létezett korábban.”
Munkásságát számos kitüntetéssel ismerték el Oroszországban (illetve a Szovjetunióban), de külföldön is több ország elismerte tevékenységét. Elnyerte a Lenin-rendet, a Hazáért érdemérem mind a négy fokozatát, a Szovjetunió népművésze címet, az Oroszországi Föderáció állami díját, és Szentpétervár díszpolgára lett. Olaszországban kétszer is megkapta az Abbiati-díjat, a Santa Cecilia tiszteletbeli akadémikusa elismerést és az Arturo Benedetti Michelangeli-díjat. Japánban megkapta a Felkelő Nap érdemrendet, 2015-ben az Academia Santa Cecilia Kórus és Zenekar örökös tiszteletbeli karmestere lett. Szentpétervár zenei életének megőrzése és fejlesztése érdekében megalapította a Maestro Tyemirkanov Nemzetközi Kulturális Kezdeményezési Alapítványt valamint a Tyemirkanov-díjat, amelyet minden évben a szentpétervári zeneiskola legjobb tanulóinak ítélnek oda.
Szentpétervárban élt. Felesége, Irina Guszeva 1997-ben meghalt, egy fiuk született.

## Elismerései
A Szentpétervári Akadémiai Filharmónia összeállítása szerint.
- 1966 – A II. Szovjet Szövetségi Karmesterverseny I. díja
- 1971 – OSZSZSZK tiszteletbeli művésze
- 1973 – Kabard- és Balkárföldi Köztársaság népművésze
- 1976 – OSZSZSZK népművésze
- 1976 – Szovjetunió Állami Díja Petrov I. Péter című operája bemutatásáért
- 1981 – Szovjetunió népművésze
- 1983 – Lenin-díj
- 1985 – Szovjetunió Állami Díja az Anyegin című opera bemutatásáért
- 1998 – A Nemzetközi Tudományos, Ipari, Oktatási és Művészeti Akadémia tiszteletbeli tagja (USA)
- 1998 – Cirill és Metód Rend (Bulgária)
- 1998 – Hazáért érdemérem III. fokozat
- 1998 – Oroszország Elnöki díja
- 1999 – Oroszország Állami díja
- 2002 – Nagy Katalin Tudományos és Kulturális Rend
- 2003 – A Szentpétervári Állami Konzervatórium díszdoktora
- 2003 – Triumph-díj
- 2003 – Abbiati-díj – Az év legjobb karmestere
- 2003 – A Szentpétervári Humanitárius Egyetem díszdoktora
- 2003 – Hazáért érdemérem II. fokozat
- 2007 – A Santa Cecilia Akadémia díszdoktora (Olaszország)
- 2007 – Abbiati-díj – Az év legjobb karmestere
- 2008 – Hazáért érdemérem I. fokozat
- 2009 – Szentpétervár díszpolgára
- 2010 – Nalcsik díszpolgára[14]
- 2011 – Balti Csillag nemzetközi díj
- 2012 – Az Olasz Csillag Rendjének parancsnoka
- 2013 – Hazáért érdemérem IV. fokozat
- 2014 – Arturo Benedetti Michelangelo-díj (Olaszország)
- 2015 – „Una vita nella musica” („Élet a zenében”) győztese (Olaszország)
- 2015 – Felkelő Nap érdemrend harmadik osztály (Japán)
- 2015 – A Santa Cecilia Nemzeti Akadémiai Zenekar és Kórus örökös tiszteletbeli karmestere (Olaszország)
- 2016 – A Kabard- és Balkárföldi Köztársaság Hazáért érdemérme
- 2016 – „Arca d'oro” („Arany bárka”) érdemrend (Olaszország)
- 2017 – Moszkvai Állami Csajkovszkij Konzervatórium tiszteletbeli professzora
- 2018 – Az Orosz Föderáció Állami díja a nemzeti és a világzenei kultúra fejlődéséhez való kiemelkedő hozzájárulásért

## Felvételei
A hangfelvételek listája (jellemzően az új kiadások) az AllMusic és a Discogs adatai alapján készült.
| Megjelenés | Tartalom | Zenekar | Kiadó                           |
| ---------- | --- | --- | ------------------------------- |
| 1970       | Csajkovszkij: Hegedűverseny                                                                                          | Szovjetunió Állami Szimfonikus Zenekara, Gidon Kremer                                                                                            | Melodia Auslese                 |
| 1970       | Csajkovszkij: 1. zongoraverseny, Hegedűverseny                                                                       | Szovjetunió Nagy Rádiózenekara, Szovjetunió Állami Szimfonikus Zenekara, Gennagyij Rozsgyesztvenszkij, Vlagyimir Krajnyev, Gidon Kremer          | Melodia Eurodisc                |
| 1972       | Haydn: 6. és 7. szimfónia                                                                                            | Leningrádi Filharmonikus Kamarazenekar | Melogyija                       |
| 1975       | Szviridov: Poéma Szergej Jeszenyin emlékére                                                                          | Leningrádi Filharmonikus Zenekar, Alekszej Maszlenyikov                                                                                          | Melogyija                       |
| 1975       | Stravinsky: Petruska                                                                                                 | Leningrádi Filharmonikus Kamarazenekar | Quintessence                    |
| 1978       | Sosztakovics: 6. szimfónia; Ravel: Daphnis és Chloé 2. szvit                                                         | Leningrádi Filharmonikus Zenekar | Melogyija                       |
| 1978       | Stravinsky: Petruska                                                                                                 | Leningrádi Filharmonikus Zenekar | Melogyija                       |
| 1978       | Rachmaninov: 2. szimfónia (teljes változat)                                                                          | Royal Filharmonikus Zenekar | His Master's Voice              |
| 1978       | Rachmaninov: 2. szimfónia                                                                                            | Royal Filharmonikus Zenekar | Classics for Pleasure           |
| 1978       | Stravinsky: Petruska                                                                                                 | Leningrádi Szimfonikus Zenekar | Melogyija                       |
| 1979       | Sosztakovics: 6. és 9. szimfónia                                                                                     | Leningrádi Szimfonikus Zenekar | His Master's Voice              |
| 1980       | Sosztakovics: 6. szimfónia; 1. zongoraverseny                                                                        | Leningrádi Filharmonikus Zenekar, Szovjetunió Nagy Rádiózenekara, Makszim Sosztakovics, Vlagyimir Krajnyev, Alekszandr Koroljov                  | Deutsche Gramofon               |
| 1981       | Mahler: 2. szimfónia                                                                                                 | Kirov Szimfonikus Zenekar | Melogyija                       |
| 1981       | Stravinsky: Petruska                                                                                                 | Leningrádi Szimfonikus Zenekar | Melogyija                       |
| 1981       | Prokofjev: 2. zongoraverseny                                                                                         | Royal Filharmonikus Zenekar, Dmitrij Alekszejev                                                                                                  | Melogyija                       |
| 1982       | Scsedrin: Holt lelkek                                                                                                | Bolsoj Zenekar és Kórus, Moszkvai Kamarakórus | Melogyija                       |
| 1982       | Vivaldi: Fagottversenyek                                                                                             | Szovjetunió Szimfonikus Zenekara, Szergej Kraszavin                                                                                              | Melogyija                       |
| 1982       | Rachmaninov: 2. szimfónia                                                                                            | Royal Filharmonikus Zenekar | Melogyija                       |
| 1982       | Prokofjev: 3. zongoaverseny, Szarkazmusok (öt zongoradarab)                                                          | Royal Filharmonikus Zenekar, Dmitrij Alekszejev                                                                                                  | Melogyija                       |
| 1984       | Vivaldi: Két fagottverseny; Mozart: 2. fagottverseny                                                                 | Szovjetunió Szimfonikus Zenekara, Szergej Kraszavin                                                                                              | Melogyija                       |
| 1985       | Rachmninov: 2. zongoraverseny, Rapszódia egy Paganini témára                                                         | Royal Filharmonikus Zenekar, Philip Fowke | EMI Eminence                    |
| 1986       | Hacsaturján: Spartacus szvit, Gajane szvit                                                                           | Royal Filharmonikus Zenekar | EMI Classics                    |
| 1987       | Rachmaninov: 1. zongoraverseny; Rapszódia egy Paganini témára                                                        | Szovjetunió Szimfonikus Zenekara, Kirov Szimfonikus Zenekar, Vaszilij Szinajszkij, Mihail Pletnyov                                               | Melogyija                       |
| 1987       | Csajkovszkij: 1. zongoraverseny                                                                                      | A Berlini Rádió Szimfonikus Zenekara, Lazar Berman                                                                                               | Schwann Musica Mundi            |
| 1987       | Rachmaninov: 2. zongoraverseny, Rapszódia egy Paganini-témára                                                        | Royal Filharmonikus Zenekar, Philip Fowke | EMI Classics                    |
| 1989       | Stravinsky: Petruska; Tavaszi áldozat                                                                                | Royal Filharmonikus Zenekar | RCA Victor                      |
| 1990       | Sosztakovics: 1. és 2. csellóverseny                                                                                 | Royal Filharmonikus Zenekar, Natalja Gutman | RCA Victor                      |
| 1991       | Csajkovszkij: A diótörő                                                                                              | Royal Filharmonikus Zenekar | RCA Victor/RCA                  |
| 1991       | Muszorgszkij: Hovanscsina nyitány, A halál dalai és táncai, -Ravel: Egy kiállítás képei                              | Royal Filharmonikus Zenekar | RCA Victor                      |
| 1991       | Csajkovszkij-gála Leningrádban                                                                                       | Leningrádi Filharmonikusok, Jessye Norman, Yo-Yo Ma, Itzhak Perlman                                                                              | RCA Victor                      |
| 1991       | Csajkovszkij-gála Leningrádban [videó]                                                                               | Leningrádi Filharmonikusok, Jessye Norman, Yo-Yo Ma, Itzhak Perlman                                                                              | BMG Classics                    |
| 1991       | Szviridov: Öt tánc, Georgij Szviridov szavai                                                                         | Leningrádi Filharmonikus Zenekar Alekszej Maszlenyikov                                                                                           | Melogyija                       |
| 1992       | Berlioz: Fantasztikus szimfónia, Béatrice és Bénédict és A kalóz nyitányok                                           | Royal Filharmonikus Zenekar | RCA                             |
| 1992       | Prokofjev: 5. szimfónia, Kizsé hadnagy                                                                               | Szentpétervári Filharmonikusok | RCA                             |
| 1993       | Schumann: a-moll zongoraverseny, Grieg: a-moll zongoraverseny                                                        | Royal Filharmonikus Zenekar, Dmitrij Alekszejev                                                                                                  | EMI                             |
| 1993       | Sosztakovics: 2. és 10. szimfónia                                                                                    | Leningrádi Filharmonikus Zenekar és Kórus, Igor Blazskov                                                                                         | Russian Disc                    |
| 1993       | Csajkovszkij, Prokofjev: Hegedűversenyek                                                                             | Royal Filharmonikus Zenekar, Vlagyimir Szpivakov                                                                                                 | RCA                             |
| 1994       | Csajkovszkij: 1-6. szimfónia és más darabok                                                                          | Royal Filharmonikus Zenekar | RCA                             |
| 1994       | Brahms: Kettősverseny, Hegedűverseny                                                                                 | Royal Filharmonikus Zenekar, Vlagyimir Szpivakov, Alekszandr Knyazev                                                                             | RCA Red Seal                    |
| 1994       | Rachmaninov: 2. szimfónia, Vocalise                                                                                  | Szentpétervári Filharmonikus Zenekar | RCA Victor                      |
| 1995       | Rachmaninov: Szimfonikus táncok, Rapszódia egy Paganini-témára, Aleko nyitány                                        | Szentpétervári Filharmonikus Zenekar | RCA Victor                      |
| 1995       | A Nutcracker Christmas, Csajkovszkij: A diótörő                                                                      | Royal Filharmonikus Zenekar | BMG                             |
| 1995       | Mozart: Requiem | Moszkvai Filharmonikus Zenekar, Állami Akadémiai Orosz Kórus, Jevgenyija Gorohovszkaja, Jurij Maruszin, Szergej Leiferkusz                       | Melodiya Europe                 |
| 1996       | Sosztakovics: 7., „Leningrád” szimfónia                                                                              | Szentpétervári Filharmonikus Zenekar | RCA Red Seal                    |
| 1996       | Brahms: 2. szimfónia; Beethoven: 3. zongoraverseny                                                                   | Orosz Állami Szimfonikus Zenekar, Andrej Gavrilov                                                                                                | The Classical Russia Revelation |
| 1996       | Stravinsky: Petruska; Petrov: A világ teremtése; Ravel: Daphnis és Chloé 2. szvit                                    | Leningrádi Szimfonikus Zenekar | Melogyija                       |
| 1996       | Rachmaninov: 3. zongoraverseny, Három prelűd, Melódia                                                                | Royal Filharmonikus Zenekar, Sura Cserkaszkij | Decca                           |
| 1997       | Anna Karenina filmzene: Csajkovszkij-, Rachmaninov-, Prokofjev-művek                                                 | Szentpétervári Filharmonikus Zenekar és Kamarakórus, Solti György, Galina Gorcsakova, Makszim Vengerov                                           | London Classics                 |
| 1999       | Sosztakovics: 1. és 6. szimfónia                                                                                     | Szentpétervári Filharmonikus Zenekar | RCA Red Seal                    |
| 2001       | Csajkovszkij: 1. zongoraverseny; Liszt: h-moll szonáta                                                               | Szentpétervári Filharmonikus Zenekar, Fazıl Say                                                                                                  | Teldec Classic                  |
| 2002       | Rachmaninov: 3. zongoraverseny; Szkrjabin: Etűdök                                                                    | Szentpétervári Filharmonikus Zenekar, Lang Lang                                                                                                  | Telarc                          |
| 2003       | Prokofjev: 1., „Klasszikus” szimfónia; Rómeó és Júlia 2. szvit; A három narancs szerelmese szvit                     | Szentpétervári Filharmonikus Zenekar | RCA Red Seal                    |
| 2004       | Csajkovszkij: Rómeó és Júlia, 6., „Patetikus” szimfónia                                                              | Royal Filharmonikus Zenekar, Szentpétervári Filharmonikus Zenekar                                                                                | RCA Red Seal                    |
| 2004       | Prokofjev: 1. és 5. szimfónia, Kizsé hadnagy szvit                                                                   | Szentpétervári Filharmonikus Zenekar | RCA Red Seal                    |
| 2005       | Mahler: 5. szimfónia                                                                                                 | Szentpétervári Filharmonikus Zenekar | Water Lily Acoustic             |
| 2005       | Csajkovszkij: 5. szimfónia, Olasz capriccio                                                                          | Szentpétervári Filharmonikus Zenekar, Royal Filharmonikus Zenekar                                                                                | RCA Red Seal                    |
| 2005       | Muszorgszkij: A halál dalai és táncai; Rachmaninov: Szimfonikus táncok                                               | Szentpétervári Filharmonikus Zenekar, Dmitrij Hvorosztovszkij                                                                                    | Warner Classics                 |
| 2005       | Sosztakovics: 5. és 6. szimfónia                                                                                     | Szentpétervári Filharmonikus Zenekar | Warner Classics                 |
| 2006       | Sosztakovics: 13. szimfónia                                                                                          | Szentpétervári Filharmonikus Zenekar | RCA Red Seal                    |
| 2007       | Csajkovszkij: 1. zongoraverseny; Sosztakovics: 1. zongoraverseny                                                     | Szentpétervári Filharmonikus Zenekar, Gyenyisz Macujev                                                                                           | RCA Red Seal                    |
| 2007       | Historical Russian Archives: Yury Temirkanov Edition (Tíz CD-s válogatás)                                            | | Brilliant Classics              |
| 2007       | Mozart: Requiem | ? | Melodiya                        |
| 2007       | Csajkovszkij: A diótörő; Prokofjev: Kizsé hadnagy; Dukas: A bűvészinas                                               | Szentpétervári Filharmonikus Zenekar | EMI Classics                    |
| 2009       | Gálakoncert Szenpétervár 300. évfordulóján [videó]                                                                   | Szentpétervári Filharmonikus Zenekar Anna Nyetrebko, Dmitrij Hvorosztovszkij, Misha Maisky, Eliszo Virszaladze                                   | EuroArts                        |
| 2010       | Prokofjev: Hamupipőke, Rómeó és Júlia (részletek)                                                                    | Szentpétervári Filharmonikus Zenekar | Signum Classics                 |
| 2011       | Brahms: 2. szimfónia; Beethoven: 3. zongoraverseny                                                                   | Szovjetunió Állami Szimfonikus Zenekara, Andrej Gavrilov                                                                                         | Entertainment Group             |
| 2011       | Csajkovszkij: Hattyúk tava szvit; Rachmaninov: Szimfonikus táncok                                                    | Szentpétervári Filharmonikus Zenekar | Signum Classics                 |
| 2011       | Sosztakovics: 1. és 2. hegedűverseny                                                                                 | Szovjetunió Állami Szimfonikus Zenekara, Viktor Tretyakov                                                                                        | Entertainment Group             |
| 2012       | Hacsaturjan: Spartacus 1. és 2. szvit (részletek), Gajane szvit; Ravel: Daphnis és Chloé 2. szvit                    | Szentpétervári Filharmonikus Zenekar | Signum Classics                 |
| 2013       | Rimszkij-Korszakov: Legenda a láthatatlan Kityezs városáról és Fevronyija szűzleányról (részletek); Seherezáde szvit | Szentpétervári Filharmonikus Zenekar | Signum Classics                 |
| 2013       | Ravel: Lúdanyó meséi; Stravinsky: Tavaszi áldozat                                                                    | Szentpétervári Filharmonikus Zenekar | Signum Classics                 |
| 2013       | Beethoven, Vol. 2 5. és 32. zongoraszonáta; 8. szimfónia                                                             | ?, Marija Jugyina | Entertainment Group             |
| 2014       | Prokofjev: 1. és 2. hegedűverseny                                                                                    | Szentpétervári Filharmonikus Zenekar, Sodzsi Szajaka                                                                                             | Deutsche Gramofon               |
| 2014       | Yuri Termirkanov conducts Shostakovich, Szimfóniák, versenyművek, oratórium (6 CD)                                   | | RCA Red Seal                    |
| 2014       | Yuri Termirkanov conducts Rachmaninov and Rimskiy-Korsakov (+Elgar, Verdi) [élő videó]                               | Szentpétervári Filharmonikus Zenekar | Idéale Audience                 |
| 2014       | Mahler: 2. szimfónia                                                                                                 | Kirov Szimfonikus Zenekar | Melodiya ?                      |
| 2018       | Beethoven: Hegedűverseny; Sibelius: Hegedűverseny                                                                    | Szentpétervári Filharmonikus Zenekar, Sodzsi Szajaka                                                                                             | Deutsche Gramofon               |
| 2017       | Rachmaninov: 3. zongoraverseny, Rubinstejn: 4. zongoraverseny                                                        | Royal Filharmonikus Zenekar, Sura Cserkaszkij | Decca                           |
| 2019       | Verdi: Requiem | Szentpétervári Filharmonikus Zenekar, Carmen Giannattasio, Veronica Simeoni, Alekszandr Tyimcsenko, Carlo Colombara, Mihalovszkij Színház Kórusa | Delos                           |
| ?          | Yuri Temirkanov conducts Tchaikovsky (hat CD)                                                                        | Royal Philharmonic Orchestra | RCA Red Seal                    |
| ?          | Csajkovszkij: 5. szimfónia, Olasz capriccio                                                                          | Szentpétervári Filharmonikus Zenekar | RCA Red Seal                    |
| ?          | Verdi: Traviata | ? Vasziljeva, Giordano, Sztojanov ? | C Major                         |
| ?          | Sosztakovics: 6. szimfónia                                                                                           | ? | Warner Music                    |
| ?          | Csajkovszkij: Hattyúk tava szvit; Rachmaninov: Szimfonikus táncok                                                    | Szentpétervári Filharmonikus Zenekar | Signum Classics                 |
| ?          | Sosztakovics: 5. szimfónia                                                                                           | Szentpétervári Filharmonikus Zenekar | Warner Music                    |
| ?          | Muszorgszkij: A halál dalai és táncai; -Ravel: Egy kiállítás képei                                                   | ?, Szergej Lejferkusz | RCA                             |
| ?          | Grieg: Peer Gynt, Norvég táncok                                                                                      | Royal Filharmonikus Zenekar, Inger Dam-Jensen | RCA Red Seal                    |
| ?          | Dvořák: 9. szimfónia („Az új világból”)                                                                              | Szentpétervári Filharmonikus Zenekar | Mirare                          |